# Corlățel
Corlățel – wieś w Rumunii, w okręgu Mehedinți, w gminie Corcova. W 2011 roku liczyła 779 mieszkańców.